# Mastrulus marshalli
Mastrulus marshalli är en stekelart som först beskrevs av Bridgman och Fitch 1882.  Mastrulus marshalli ingår i släktet Mastrulus och familjen brokparasitsteklar. Arten är reproducerande i Sverige. Inga underarter finns listade i Catalogue of Life.